# 戦闘航空団司令
戦闘航空団司令(せんとうこうくうだんしれい)とは第二次世界大戦におけるドイツ空軍の戦闘機部隊の単位である戦闘航空団（約120機）を率いる指揮官の呼称 Jagdgeschwaderkommodore の訳語の一つである。
イギリス空軍の戦闘機軍団の部隊単位である戦闘機群の司令官 (Group Commander) に概ね該当する。

## 戦闘航空団
戦闘航空団は基本的に三個飛行隊 (I.Gruppe, II.Gruppe, III.Gruppe) から成る。数字はローマ数字が使われる。一個飛行隊の保有機数は36機。 
- 第I飛行隊は第1から第3中隊 (1.Staffel, 2.Staffel, 3.Staffel)　一個中隊の保有機数は12機。
- 第II飛行隊は第4から第6中隊 (4.Staffel, 5.Staffel, 6.Staffel)
- 第III飛行隊は第7から第9中隊 (7.Staffel, 8.Staffel, 9.Staffel)

例えば、5./II./JG11 とは第11戦闘航空団・第II飛行隊・第5中隊と読み解く。ドイツ語では英語と異なり、数字の後にドットを置き、序数を表現する。

第二次大戦後期においては、特に昼間爆撃に対する迎撃任務を担当した戦闘航空団において、対爆撃機戦闘専用の重装型単座戦闘機を装備した第Ⅳ飛行隊(突撃)が創設される例が見られた。

## 文献
- 野原茂『ドイツ空軍エース列伝』光人社、2003年、ISBN 4-7698-1152-7